# Alkimos (Sohn des Neleus)
Alkimos (altgriechisch Ἄλκιμος Álkimos) ist eine Person der griechischen Mythologie.
In einem Scholion zu Homers Ilias erscheint er als Sohn des Neleus.